# Farid Bengana
 (mars 2021).
Si vous disposez d'ouvrages ou d'articles de référence ou si vous connaissez des sites web de qualité traitant du thème abordé ici, merci de compléter l'article en donnant les références utiles à sa vérifiabilité et en les liant à la section « Notes et références ».
Farid Bengana (en arabe : فريد بن ڨانة) est un footballeur international algérien né le 14 juillet 1963 à Alger. Il évoluait au poste de milieu de terrain.

## Biographie

### En club
Rachid Debbah évoluait en première division algérienne avec le club de l'USM Alger.

### En équipe nationale
Farid Bengana reçoit une seule sélection en équipe d'Algérie. Son seul match a lieu le 23 août 1983, contre la Côte d'Ivoire (victoire 3-0).

## Palmarès
USM Alger
- Coupe d'Algérie (1) :
  - Vainqueur : 1987-88.

- Championnat d'Algérie D2 (1) :
  - Champion : 1986-87.